# 大竹觀光休閒公園
25°01′19″N 121°15′34″E / 25.021918°N 121.259408°E
大竹觀光休閒公園，是位於臺灣桃園市蘆竹區，以埤塘（桃園大圳2-1-1號池）為主體的休閒公園，有養殖魚類，時常可見候鳥、青蛙，偶爾也有烏龜、蛇，建立於2008年。位在蘆竹區大竹里大福路旁，鄰近學校，公園面積達3公頃，環湖步道全長約800公尺

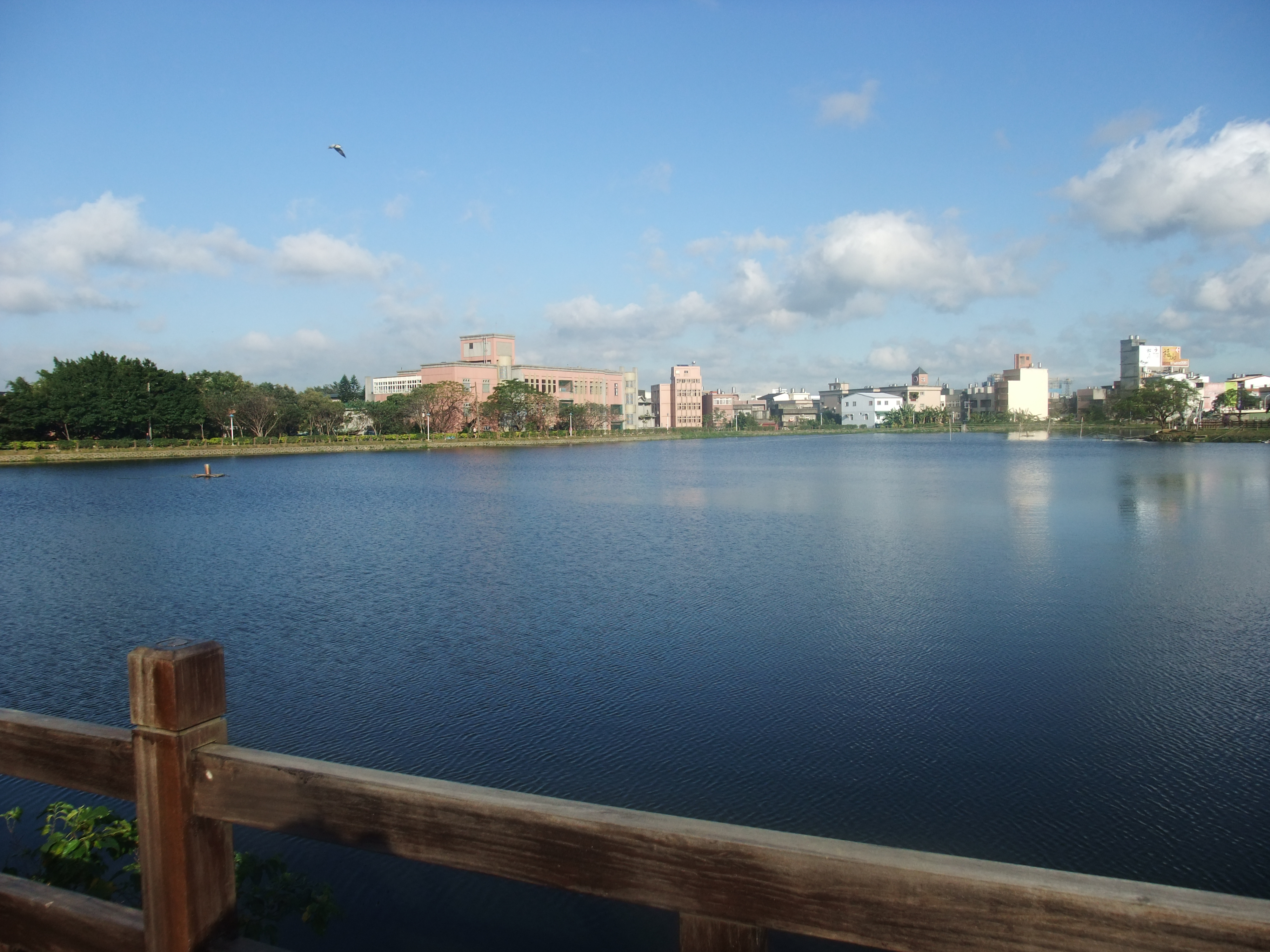
大竹觀光休閒公園

## 園內設施
- 涼亭、石椅、木椅、垃圾桶、運動設施、櫻花

## 公園週邊
- 桃園縣立大竹國民中學